# Swaynes hartenbeest
Het Swaynes hartenbeest (Alcelaphus buselaphus swaynei) is een bedreigde ondersoort van het hartenbeest, die voorkomt in Ethiopië. Twee van de grootste populaties leven in het Senkelle Swayne's Hartebeest Sanctuary, Nationaal park Nechisar en Nationaal park Maze. De ondersoort is uitgestorven in Somalië. Swaynes hartenbeest is vernoemd naar de Britse officier H.G.C. Swayne (1860–1940). 
Voor het begin van de jaren 1890 was het Swaynes hartenbeest zeer algemeen in heel Ethiopië en Somalië. De populatie nam toen af als gevolg van een epidemie in het midden van de jaren 1890, die een extreem hoog sterftecijfer veroorzaakte onder wilde dieren en vee, die werden bestempeld als "met uitsterven bedreigd".
Swaynes hartenbeest vertoont ecologische verschillen met andere ondersoorten hartenbeesten doordat ze een voorkeur hebben voor graslanden tijdens de natte en droge seizoenen. Hij kiest graag korte grasvlakten van niet meer dan 30 centimeter om zich te voeden en heeft een voorkeur voor verbrande graslandplekken. De voorkeur voor verbrande graslandplekken is relevant geworden voor de ontwikkeling van effectieve beschermingsstrategieën voor de ondersoort (en mogelijk voor de hele soort).